# Alfabetos norarábigos
Los alfabetos norarábigos antiguos ( A.N.A., del inglés Ancient North Arabian,) son un grupo de sistemas de escritura consonánticos usados en inscripciones del centro y norte de Arabia y del sur de la Antigua Siria desde el siglo VIII a. C. hasta el siglo IV d. C. Se hallaban ampliamente difundidos en la antigüedad tanto por los pueblos de los oasis (dadanítico, taimanítico, dumaítico) como por los nómadas (safaítico, zamúdico, hismaico).
Se define de forma negativa, ya que se refiere a todas las escrituras semíticas del sur, excepto al alfabeto sudarábigo (A.S.A.). Hasta la fecha, no se ha demostrado que estos sistemas de escritura se deriven de uno anterior compartido, también con la escritura sudarábiga. La hipótesis de que todos los alfabetos norarábigos se derivan de un solo antepasado dio lugar a la idea de que los idiomas que expresan estas escrituras constituyen una unidad lingüística, una lengua llamada antiguo norarábigo. Sin embargo, la validez de esta hipótesis ha sido puesta en duda. Estas lenguas podrían haber coexistido con el árabe antiguo que hasta el siglo VI d. C. raramente se escribía.
Como un idioma hipotético o grupo de idiomas, el norarábigo antiguo forma una de las dos rama del grupo norarábigo, siendo la otra el protoárabe que dio origen al moderno idioma árabe. Se distinguen entre sí por el artículo definido, que en árabe es ʾal-, pero en norarábigo es h-. Pertenecen a una rama diferente de las lenguas semíticas que las antiguas lenguas del sur de Arabia.

## Clasificación
Muchos estudiosos creían que los diversos alfabetos norarábigos se derivaban del sudarábigo, principalmente porque este último era empleado por una civilización importante y exhibía características más angulares. Otros creían que los sistemas de escritura norarábigos y sudarábigos compartían un antepasado común a partir del cual ambos se desarrollaron en paralelo. De hecho, parece poco probable que las diversas escrituras de norarábigos desciendan del alfabeto sudarábigo, pero que compartan colectivamente un antepasado común a la exclusión del sudarábigo también es algo que aún no se ha demostrado.

## Distribución geográfica
Las antiguas escrituras del norte de Arabia se utilizaron tanto en los oasis (dadanítico, dumaítico, taimanítico) como por los nómadas (hismaico, safaítico, zamúdico B, C, D y posiblemente el zamúdico sur) del centro y norte de Arabia.

## Variedades

### Dadanítico
El alfabeto dadanítico fue usado por los pobladores del antiguo oasis de Dadan (el bíblico Dedān), el moderno al-Ula, en Arabia Saudí. Probablemente se usará algún durante la segunda mitad del primer milenio antes de la era común.

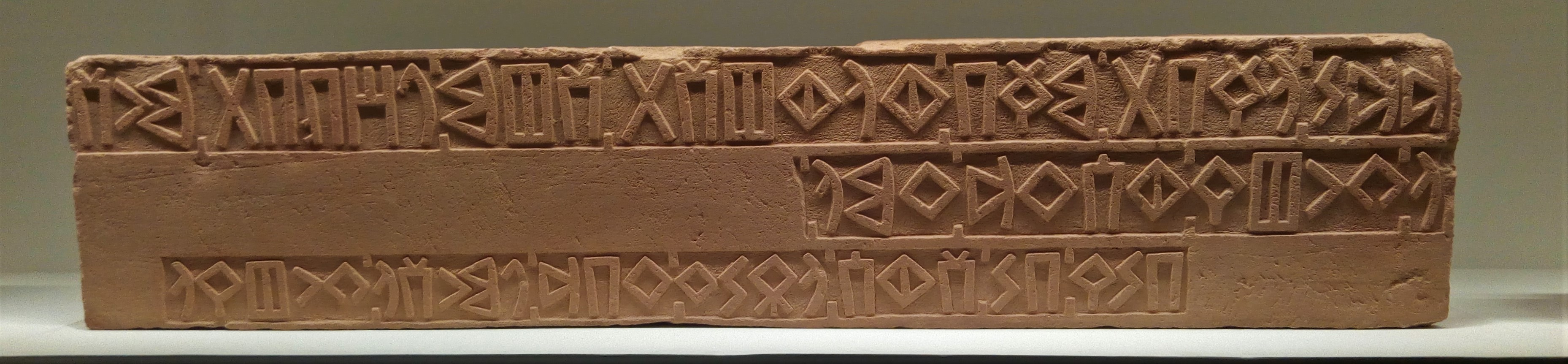
Estela dadanítica hallada en Al-Ula

### Dumaítico
El dumaítico fue usado en el antiguo oasis Dūma, ahora denominado Dumat Al-Jandal o al-Jawf. Se encuentra también al norte de Arabia Saudí, en el extremo sur oriental de Wādī Sir, el cual se encuentra cercano al el oasis de Azraq el este de Jordaniatal. Según los anales de asirio Dūma era el asiento de reinas sucesivas de los árabes, algunas de las cuales  eran también sacerdotisas, en el octavo y séptimos siglos a. C.

### Hasaítico

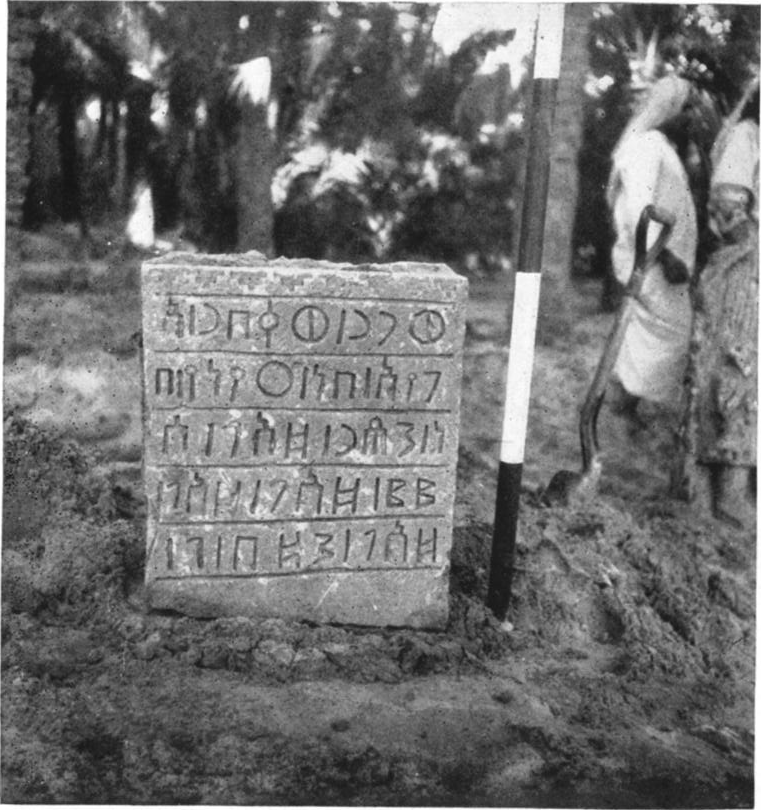
Estela en la Isla Tarut (Qatif)

Hasaítico (hasaitic) es el nombre dado a las inscripciones, en su mayoría lápidas, que se han encontrado en el enorme oasis de Al-Hasa en el noreste de Arabia Saudita en sitios como Thāj, Qatīf y algunos lugares cercanos. Están tallados en lo que puede ser un dialecto del A.N.A., pero expresados en una forma ligeramente adaptada de otro miembro de la familia de escritura semítica meridional, el antiguo alfabeto árabe meridional.

### Hismaico
Hismaico es el nombre dado a los textos tallados en gran parte por nómadas en el desierto de Ḥismā de lo que ahora es el sur de Jordania y el noroeste de Arabia Saudita, aunque ocasionalmente se encuentran en otros lugares como el norte de Jordania y partes del norte de Arabia Saudita fuera del Ḥismā. Se cree que datan de aproximadamente el mismo período que el safaítico, es decir, del siglo I a. C. hasta el siglo IV d. C., aunque hay menos evidencia de datación en el caso del hismaico.

### Safaítico

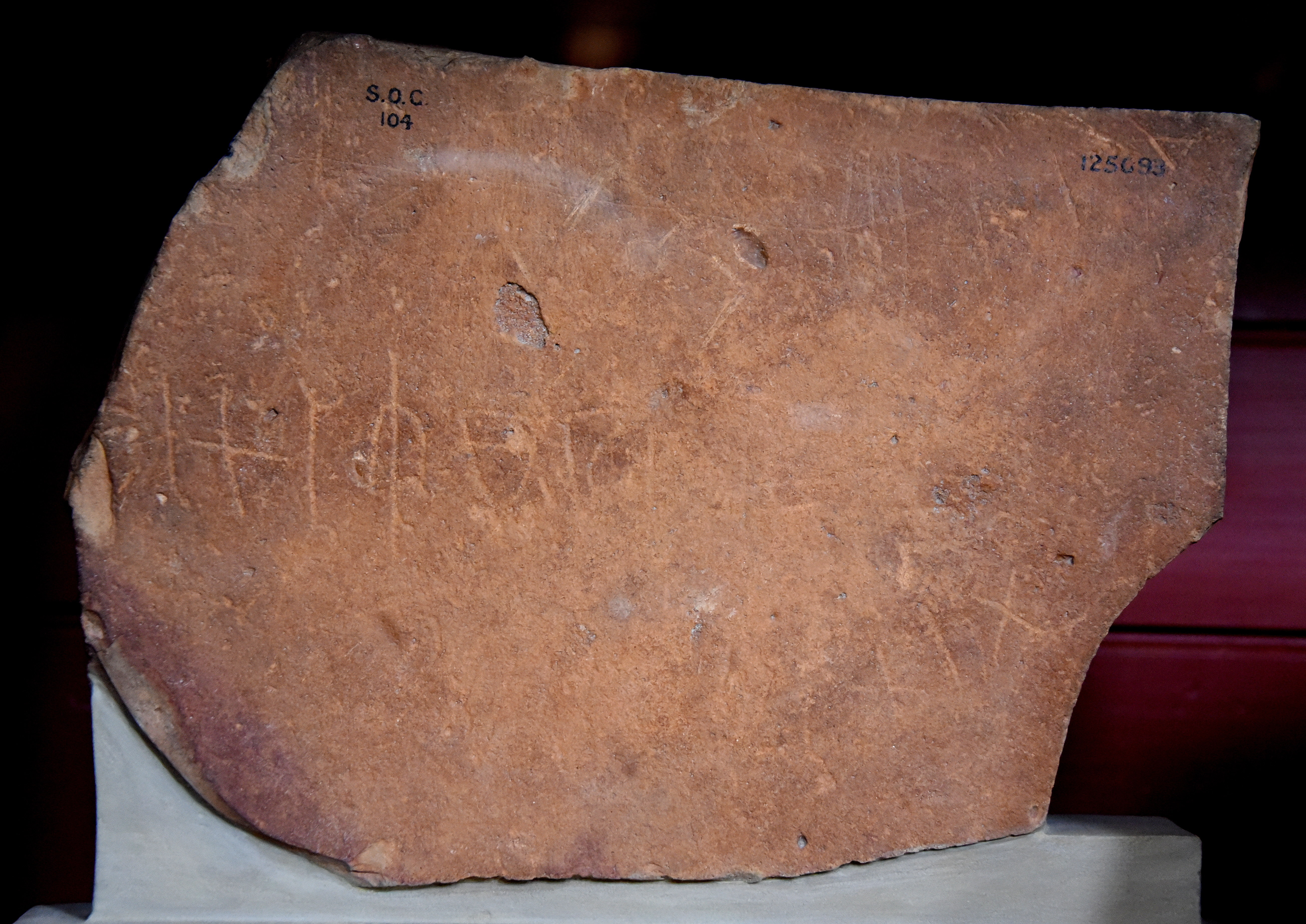
Inscripción con un camello de es-Safa, Siria

Safaítico es el nombre dado a un alfabeto usado por decenas de miles de nómadas antiguos en los desiertos de lo que ahora es el sur de Siria, el noreste de Jordania y el norte de Arabia Saudita. Ocasionalmente, los textos safaíticos se encuentran más lejos, en el oeste de Irak, Líbano e incluso en Pompeya. Se cree que fueron tallados entre el siglo I a. C. y el siglo IV d. C., aunque estos límites no pueden ser más que sugerencias basadas en el hecho de que ninguno de los aproximadamente 35.000 textos conocidos hasta ahora parece mencionar algo anterior o posterior a estos límites

### Taimanítico
Taimanítico (Taymanitic) es el nombre dado a la escritura del A.N.A. encontrada en el oasis de Taima. Este fue un importante punto de parada en las rutas caravaneras que iban desde el sur de Arabia hasta el Levante y Mesopotamia. El alfabeto taimanítico probablemente se menciona ya en el 800 a. C. cuando el gobernante de Karkemish (en la actual frontera turco-siria) afirmó haberlo aprendido. Casi al mismo tiempo, un funcionario asirio al oeste del Éufrates informó haber descubierto una caravana de gentes de Taymāʾ y Sabaʾ (un antiguo reino del sur de Arabia, el bíblico Sheba) porque habían tratado de evitar pagar peajes. Hay dos inscripciones taimaníticas que datan de mediados del siglo VI a. C., ya que mencionan al último rey de Babilonia, Nabonido (556–539 a. C.), que pasó diez de sus diecisiete años de reinado en Taymāʾ.

### Zamúdico

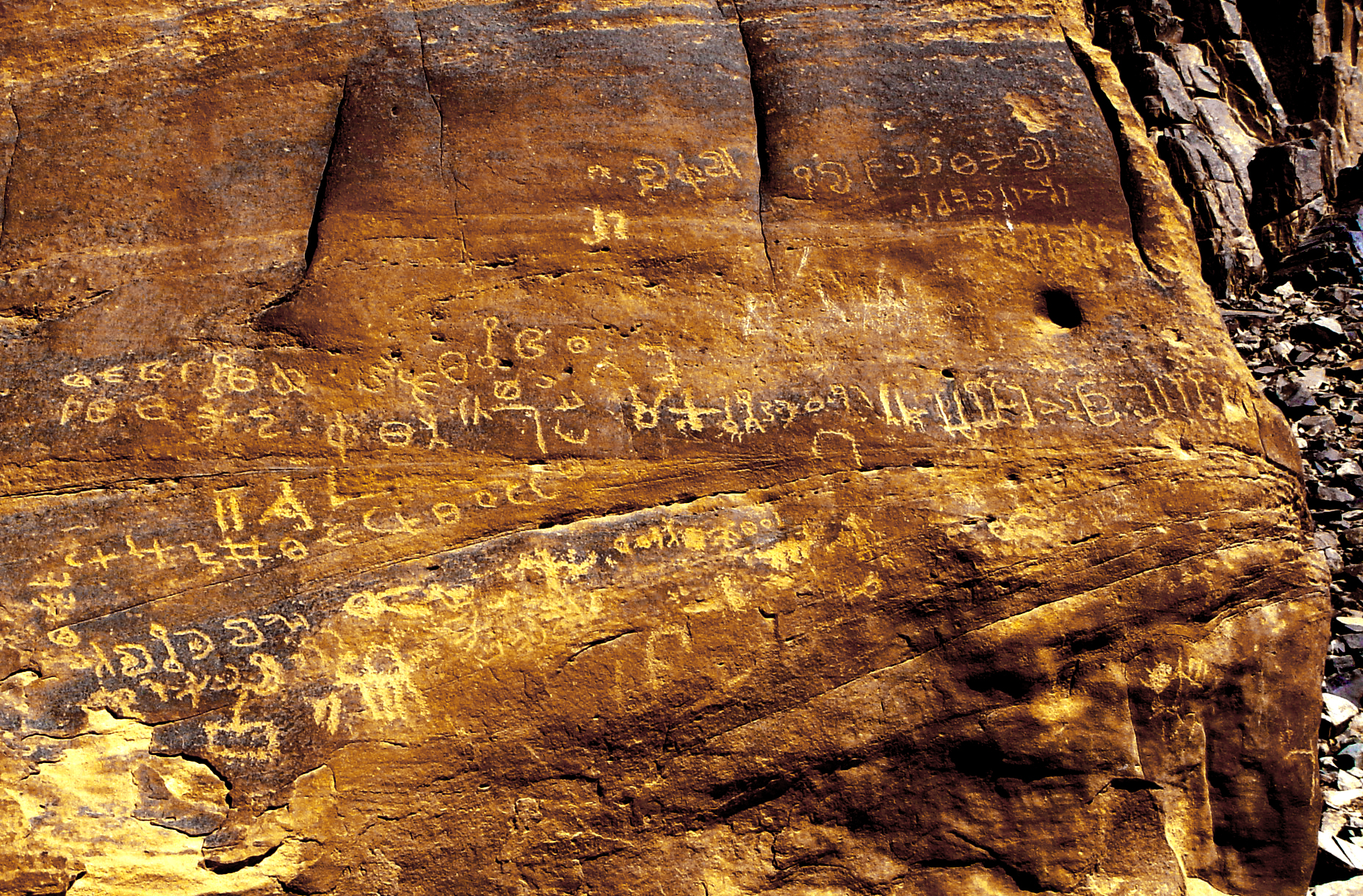
Inscripción rupestre en Wadi Rum

El término «zamúdico» (thamudic) fue creado por estudiosos del siglo XIX para referirse a un gran número de inscripciones en diferentes alfabetos del A.N.A. que no se han podido descifrar adecuadamente. No implica que fuesen tallados por miembros de la antigua tribu árabe Zamūd. Estos textos se encuentran en una gran área desde el sur de Siria hasta Yemen. En 1937, Fred V. Winnett dividió a los conocidos en ese momento en cinco categorías generales A, B, C, D, E. En 1951, se registraron unas 9.000 inscripciones más en el suroeste de Arabia Saudita a las que se les ha dado el nombre de «zamúdico meridional». Un estudio posterior de Winnett mostró que los textos que había llamado «zamúdico A» representan una escritura e idioma claramente definidos y, por lo tanto, los retiró de la categoría de los zamúdicos y les dio el nombre de «taimaníticos». Lo mismo ocurrió con el «zamúdico E» por Geraldine M.H. King, ahora llamados hismaicos. Sin embargo, el zamúdico B, C, D y meridional aún esperan un estudio detallado.

## Codificación digital
La escritura norarábiga antigua se añadió al estándar Unicode en junio de 2014 con el lanzamiento de la versión 7.0.
La propuesta para codificar el norarábigo se basa en el orden de las letras del alfabeto sudarábigo, pero se actualizaron los nombres de las letras 𐪔 geem (en vez de jeem) y las sibilantes se codifican como 𐪆 es-2, 𐪊 es-1 y 𐪏 es-3. Esta propuesta fue firmada por Michael C. A. Macdonald, estudioso de las lenguas de Siria y Arabia y el líder de OCIANA (Corpus Online de Inscripciones Norarábigas Antiguas) junto a Michael Everson, experto en digitalización y codificación de escrituras.
El bloque Unicode para la escritura norarábiga antigua es U+10A80–U+10A9F:
| Old North Arabian Official Unicode Consortium code chart (PDF) |   |   |   |   |   |   |   |   |   |   |   |   |   |   |   |   |
|                                                                | 0 | 1 | 2 | 3 | 4 | 5 | 6 | 7 | 8 | 9 | A | B | C | D | E | F |
| U+10A8x                                                        | 𐪀 | 𐪁 | 𐪂 | 𐪃 | 𐪄 | 𐪅 | 𐪆 | 𐪇 | 𐪈 | 𐪉 | 𐪊 | 𐪋 | 𐪌 | 𐪍 | 𐪎 | 𐪏 |
| U+10A9x                                                        | 𐪐 | 𐪑 | 𐪒 | 𐪓 | 𐪔 | 𐪕 | 𐪖 | 𐪗 | 𐪘 | 𐪙 | 𐪚 | 𐪛 | 𐪜 | 𐪝 | 𐪞 | 𐪟 |